# Рідна кров
«Рідна кров» (рос. «Родная кровь») — російський радянський повнометражний чорно-білий художній фільм, поставлений на кіностудії «Ленфільм» в 1963 році режисером Михайлом Єршовим за однойменною повістю Федіра Кнорре.

## Зміст
Нелегко складалися долі під час війни. Сержант Федотов зустрів робітницю порома Соню. Між молодими людьми виникло сильне почуття. Та бурхливе переміщення фронту розлучає героїв. Проте з часом їм знову судилося зустрітися. Адже ніяке зло не здатне розлучити два вірних серця.

## Ролі
- Євген Матвєєв — Володимир Федотов
- Вія Артмане — Соня, мама
- Анатолій Папанов — колишній чоловік Соні і батько її дітей, юрист
- Володимир Ратомський — господар квартири Дровосекін
- Таня Дороніна — Соня-маленька
- Андрій Данилов — Ерік в ранньому дитинстві
- Юрій Фісенко — старший син Ерік, подорослішав
- Віра Поветкіна — Соня-маленька в дитинстві
- Микола Морозов — епізод
- Ігор Селюжонок — Гондзік

### В епізодах
- Юрій Соловйов - старпом Шаляпін
- Тамара Тимофієва - завідувачка клубу
- Роза Свердлова - доктор

## Знімальна група
- Сценарист — Федір Кнорре
- Режисер-постановник — Михайла Єршова
- Головний оператор - Олег Куховаренко
- Режисер — Ігор Гостєв
- Художник-постановник — Борис Биков
- Композитор — Веніамін Баснер
- Звукооператор — Георгій Сальє
- Оператор — В. Фомін
- Монтажер — Олександра Боровська
- Редактор - Арнольд Вітоль
- Художники:
Грим — Є. Борейко
Декорації - Валерій Юркевич
Костюми — Н. Доброва
- Асистенти:
режисера — М. Полинова, Олександр Мельников
оператора — Георгій Іванов
- Оркестр ленінградського радіо і телебачення
Диригент — Олександр Владимирцов
- Директор картини — Олександр Аршанський

## Визнання і нагороди
- Вія Артмане стала найкращою актрисою року за опитуванням журналу «Радянський екран».
- Стрічка була удостоєна кількох нагород на кінофестивалях, у тому числі премії «За втілення гуманізму в кіномистецтві» на Міжнародному кінофестивалі в Мар-дель-Плата (Аргентина) в 1964 році.
- Спеціальні призи: акторові Анатолію Папанову за виконання ролей у фільмах «Живі і мертві», «Приходьте завтра», «Рідна кров»; актрисі Вії Артмане, директору фільму Олександру Аршанська ВКФ-64 в Ленінграді.